# Hobro Station
Hobro Station er en dansk jernbanestation i købstaden Hobro i Nordjylland.
Stationen ligger på jernbanestrækningen Randers–Aalborg, der blev indviet 19. september 1869. Hobro blev jernbaneknudepunkt 15. juni 1893, da jernbanestrækningen Hobro-Aalestrup-Løgstør blev indviet. Hobros nuværende pompøse stationsbygning blev opført samtidig med anlægget af havnebanen 1899-1901. Strækningen Hobro-Aalestrup blev nedlagt 22. maj 1966.
En kort litterær beskrivelse af Hobro Station findes i Johannes V. Jensens ungdomsroman Danskere fra 1896.

## Hobro Havnebane
Havnebanen blev anlagt i henhold til lov af 24. marts 1898. Anlægget var vanskeligt fordi stationen lå højt, så havnebanen både skulle overvinde højdeforskellen og passere det sumpede område ved Vesterfjord.
Godstrafikken på havnebanen fortsatte til o. 1994. Efter at der i flere år ikke havde kørt tog på banen, blev det i 1999 vedtaget at nedlægge den. Et industriområde med bl.a. Arlas mejericenter er anlagt hen over banetracéet, og nedrivning af havnebanens bro over Skivevej gav bedre adgangsforhold til området.
Havnebanens tracé er bevaret undtagen ved passagen af Skivevej og industriområdet samt på et kort stykke i bymidten, i alt 2½ km.
- Havnebanens afgrening syd for stationen
- Kig tilbage mod stationen – havnebanen faldt stærkt
- Banestien kommer ned til Skivevej, som havnebanen passerede på en bro
- Banetracéet svinger hen forbi Vesterfjord
- Inde i bymidten er banetracéet markeret med en særlig flisebelægning
- Skinner på havnen – brostenene bølger og er åbenbart lagt ovenpå sveller

- Wikimedia Commons har flere filer relateret til Hobro Havnebane